# San José de la Era, Pánuco
San José de la Era är en ort i Mexiko.   Den ligger i kommunen Pánuco och delstaten Zacatecas, i den centrala delen av landet, 500 km nordväst om huvudstaden Mexico City. San José de la Era ligger 2 036 meter över havet och antalet invånare är 192.
Terrängen runt San José de la Era är en högslätt. Runt San José de la Era är det ganska tätbefolkat, med 83 invånare per kvadratkilometer. Närmaste större samhälle är Santa Rita, 12,2 km söder om San José de la Era. Trakten runt San José de la Era består till största delen av jordbruksmark.